# John Meade Falkner
John Meade Falkner (som författare kallade han sig "J. Meade Falkner") var en engelsk författare och affärsman, född 8 maj 1858, död 22 juli 1932. Han skrev romaner, poesi och reseskildringar, men var också styrelseordförande i en vapenindustri.
Hans mest kända verk är äventyrsromanen Moonfleet, som finns i två svenska översättningar; Svartskäggs hemlighet resp. Smugglarna i Moonfleet. En annan äventyrsroman av Falkner som finns på svenska är The Lost Stradivarius, på svenska Spökfiolen.